# Proteste nach der iranischen Präsidentschaftswahl 2009

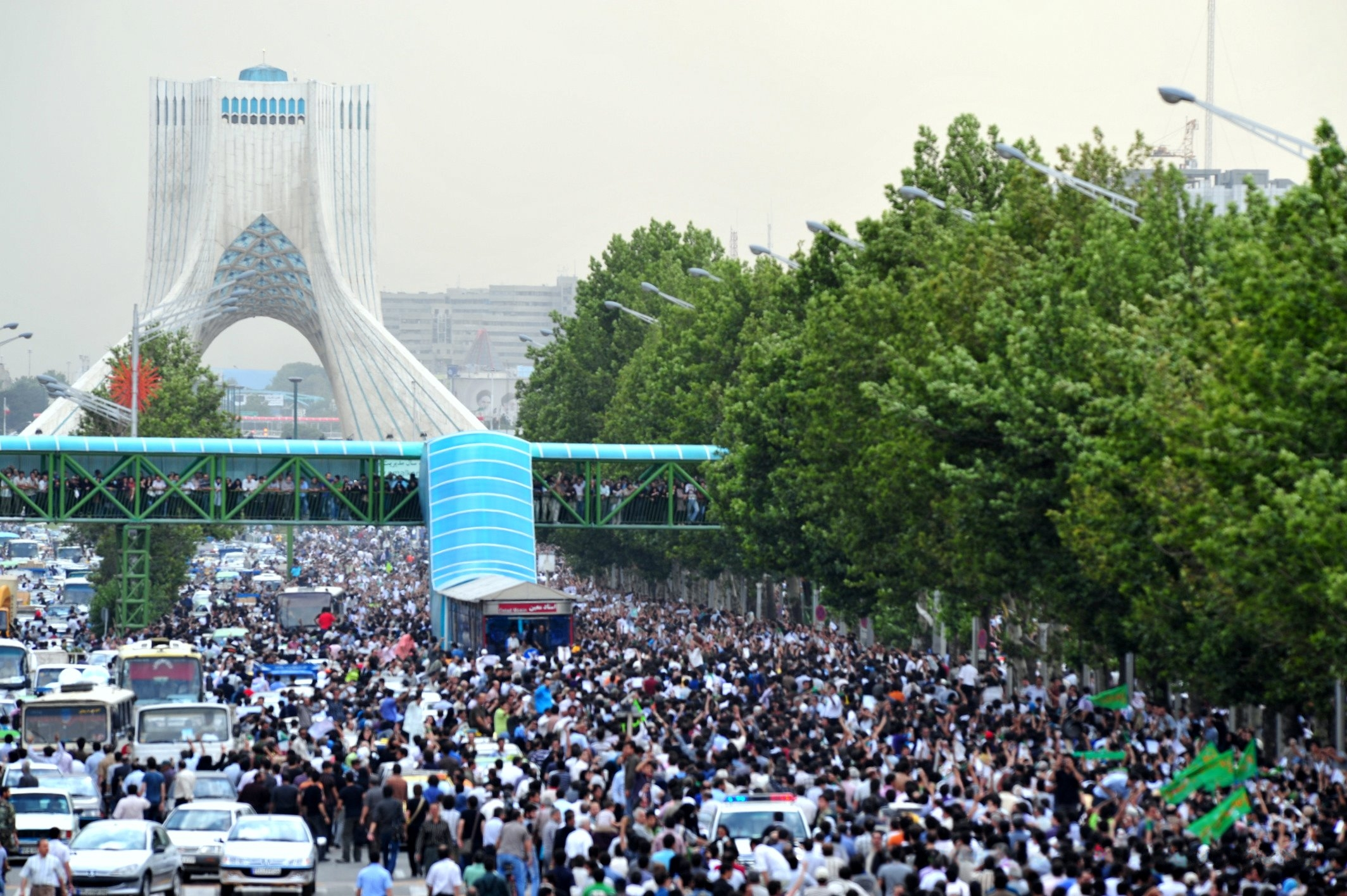
Protestveranstaltung von Mussawi-Anhängern in Teheran am 15. Juni 2009

Nach der iranischen Präsidentschaftswahl am 12. Juni 2009 gab es in Teheran und anderen größeren Städten der Islamischen Republik Iran öffentliche Proteste und Demonstrationen gegen das amtlich bekannt gegebene Wahlergebnis, das dem bisherigen Amtsinhaber Mahmud Ahmadineschad mit 62,63 % die absolute Stimmenmehrheit einräumte. Diese basierten auf einer als Grüne Bewegung bekannten Koalition von Reformern, deren gemeinsames Ziel war, eine Wiederwahl Ahmadineschads zu verhindern. Die Opposition unter den Präsidentschaftsanwärtern Mir Hossein Mussawi, unterstützt von seiner Ehefrau Zahra Rahnaward, und Mehdi Karroubi warfen Ahmadineschad massiven Wahlbetrug vor und forderte eine Annullierung der Wahl. Der Wächterrat schloss am 22. Juni die Möglichkeit einer Neuwahl aus, da er keine größeren Unregelmäßigkeiten feststellen konnte.

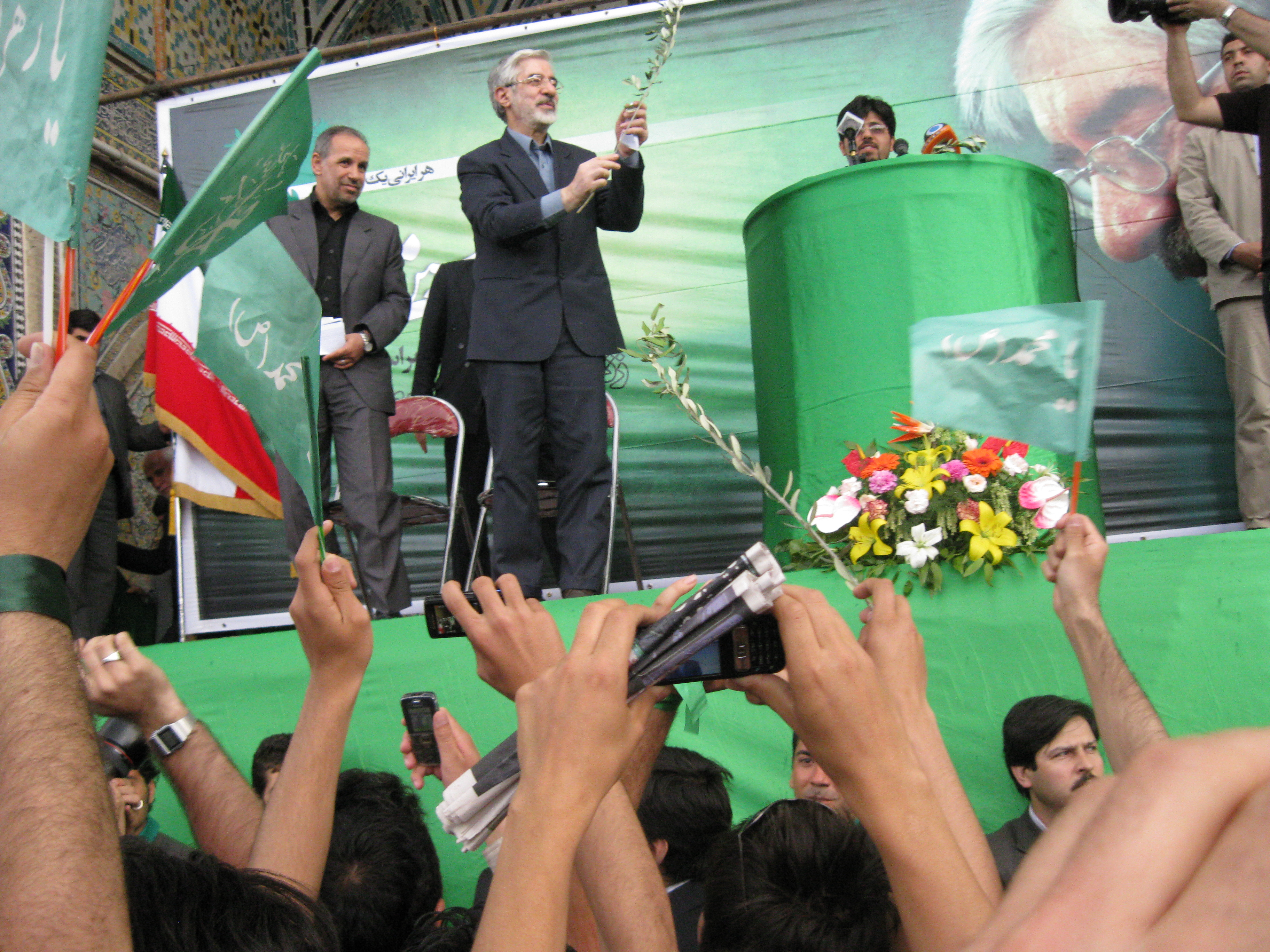
Mir Hossein Mussawi, Zandschan 2009

Die Grüne Bewegung, deren Anhänger seit dem Wahlkampf häufig grüne Stirnbänder tragen und weitere grüne Accessoires nutze, setzte sich aus Reformern rund um den ehemaligen Präsidenten und vermeintlichen Hoffnungsträger Mohammad Chatami, Unternehmern und Kapitaleigentümern (etwa der ehemalige Präsident Haschemi Rafsandschani) sowie konservativen Geistlichen der ersten Generation zusammen.
Während der Unruhen sind bis Anfang September 2009 nach Angaben der Opposition 72 Menschen getötet worden, offiziell spricht die Regierung von 36 Toten in diesem Zeitraum. Seitdem sind mehrere Tote hinzugekommen. Von den mehreren tausend Verhafteten sind die meisten wieder freigelassen worden. Ein großer Teil befindet sich jedoch weiterhin in den Gefängnissen, einige sind sogar hingerichtet worden, von vielen fehlt jede Nachricht.

## Verlauf der Proteste und Gegenmaßnahmen der Regierung bis Anfang September 2009

### Erste Woche der täglichen Großdemonstrationen
Am 13. Juni, am Tag nach der Wahl, gab es in Teheran öffentliche Proteste und Demonstrationen gegen das Wahlergebnis. Wie aus dem Nichts formierte sich ein Demonstrationszug auf Teherans zentraler Einkaufsmeile, der Valiasr-Straße. Die Demonstranten riefen: „Nieder mit der Diktatur“ und: „Ich will meinen Wahlzettel zurück.“ Mehrere tausend Menschen lieferten sich Straßenschlachten mit der Polizei während des größten politischen Aufruhrs seit den Studentenprotesten 1999, bei denen die Demonstranten erstmals durch die Basidschis niedergeschlagen wurden. Auch in anderen Städten Irans wurden Massenproteste gemeldet, insbesondere in den iranischen Millionenstädten. In der Nacht zum 14. Juni wurde, nach einer Recherche von Fakhri Mohtashamipour, das Studentenwohnheim der Universität von Basidschi-Milizen überfallen. Dabei wurden mindestens vier namentlich bekannte Studenten getötet: Nasser Amirnedschad (26 Jahre), Mostafa Ghanian, Fatemeh Barati, Mobina Ehterami. Ein weiterer Student, Ashkan Zahabian, fiel ins Koma. Die Polizei nahm Dutzende Demonstranten fest, es gab mehrere Verletzte.

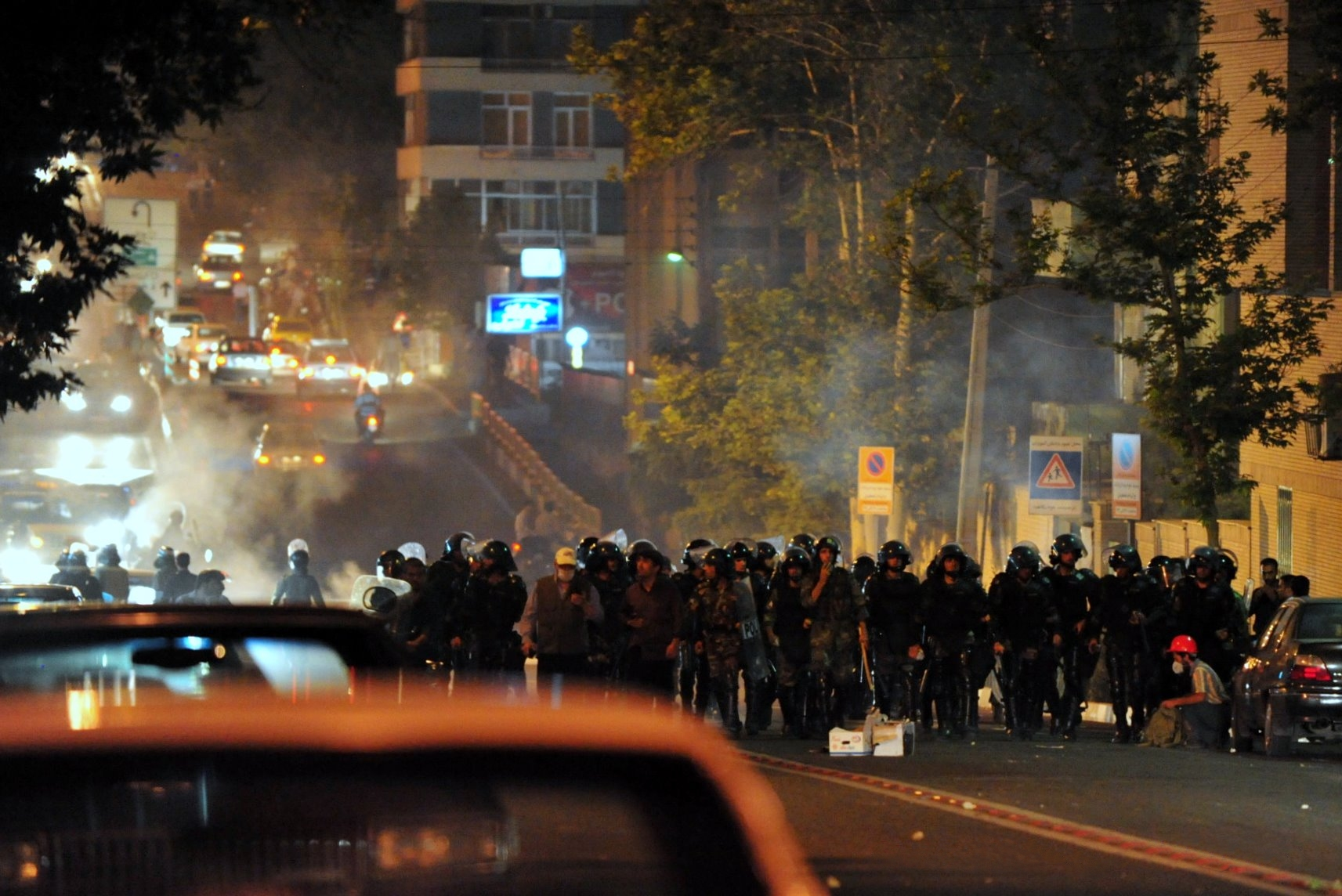
Polizeiaufgebot, Gandi-Street in Teheran vom 16. Juni 2009

Am 15. Juni kam es trotz Verbots mit über einer Million Teilnehmern zu den größten Massenprotesten seit der Islamischen Revolution auf dem Azadi-Platz in Teheran, an der auch der angeblich unterlegene Präsidentschaftskandidat Mussawi teilnahm. Der Oberbürgermeister von Teheran, Mohammad Bagher Ghalibaf, sprach von drei Millionen Menschen, die gegen Ahmadineschad und die mutmaßlichen Fälschungen der Wahl demonstrierten. Nach anfangs friedlichen Protesten kam es zu vereinzelten Schießereien von Sicherheitskräften, dabei wurden 8 Demonstranten getötet, darunter namentlich bekannt, Mehdi Karami an der Jonat-Abad-Street, Kaweh Alipur (19 Jahre, Schauspielschülerin), Sohrab Arabi (19 Jahre), Kianusch Assa, Mostafa Ghanian, Dawud Sadri (27 Jahre), Hossein Tahmassebi (25 Jahre).
Am selben Tag kündigte Chamene'i eine Prüfung der Wahl durch den Wächterrat an.
Am 16. Juni gingen die Demonstranten, trotz des Aufrufs Mussawis, nicht an der geplanten Demonstration teilzunehmen und „zu Hause zu bleiben“, in Teheran erneut auf die Straße. Der staatliche Rundfunk berichtet an diesem Tag, dass es bei den bisherigen Protesten gegen Ahmadineschad sieben Tote gegeben habe.

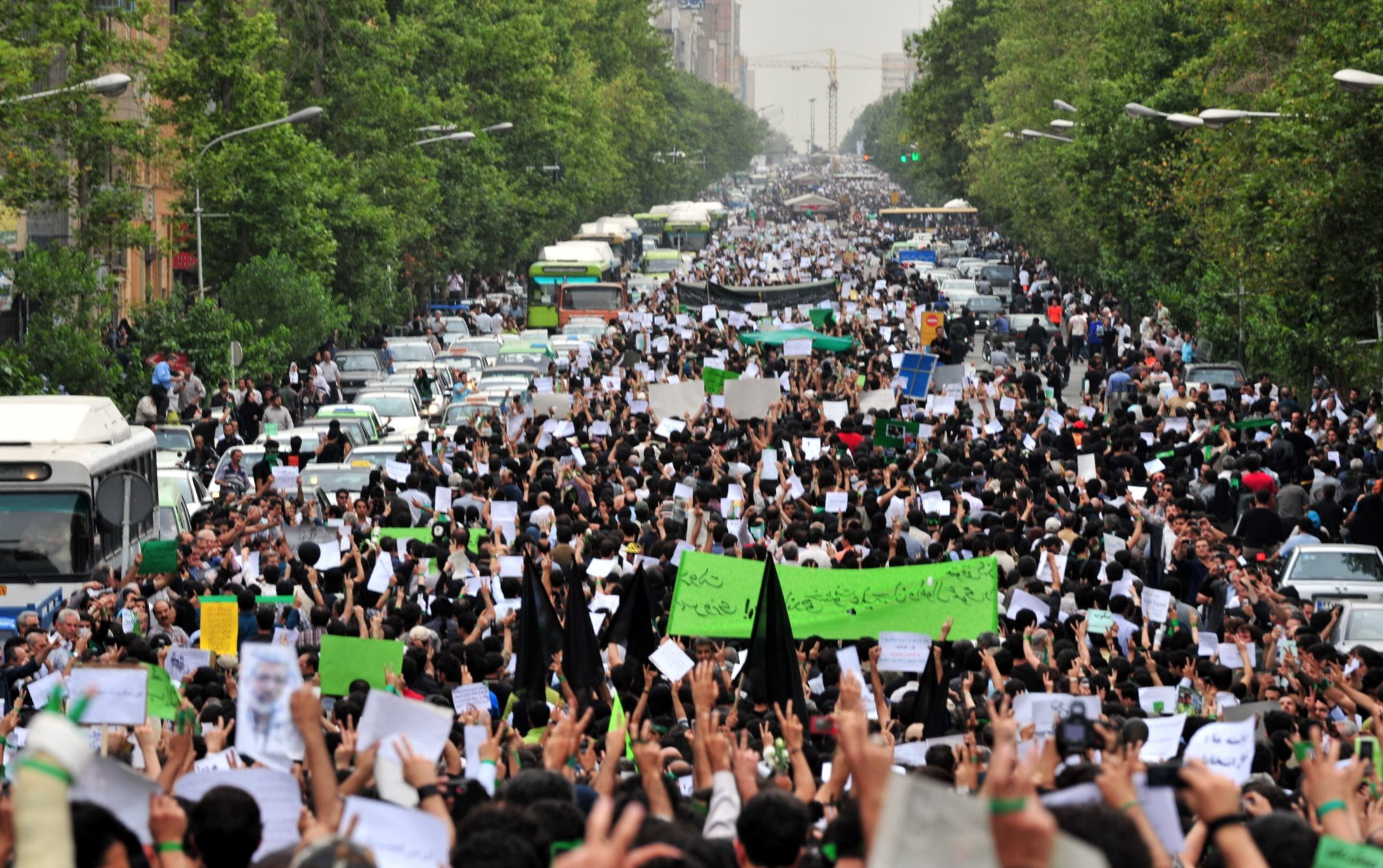
Protestveranstaltung von Mussawi-Anhängern in Teheran am 18. Juni 2009

Am 17. Juni demonstrierten, ungeachtet staatlicher Gewalt gegen Oppositionelle, am fünften Tag in Folge, in der Hauptstadt Teheran wieder Zehntausende. Auch die Friedensnobelpreisträgerin Schirin Ebadi schloss sich der Bewegung an. Sechs Spieler der iranischen Fußballnationalmannschaft bekundeten bei einem WM-Qualifikationsspiel in Seoul ihre Solidarität mit Mussawi, indem sie grüne Armbänder trugen. In der zweiten Halbzeit mussten sie die Bänder jedoch abnehmen. Iranische Fans im Stadion entrollten ein Transparent mit den Worten: „Fahr zur Hölle, Diktator“ und schwenkten Flaggen mit der Aufschrift „Free Iran“.
Mussawi kündigte an, „die Massenproteste sollten solange fortgesetzt werden, bis die von Betrugsvorwürfen überschattete Präsidentschaftswahl wiederholt wird.“
Am 18. Juni lud der Wächterrat die drei unterlegenen Kandidaten ein, an einer Prüfung der Wahlergebnisse teilzunehmen. Wieder demonstrierten hunderttausende Regimegegner. Aufgrund des islamischen Feiertags sowie der mit Spannung erwarteten Rede Chamene'is verzichteten die Demonstranten am 19. Juni auf eine erneute Kundgebung.

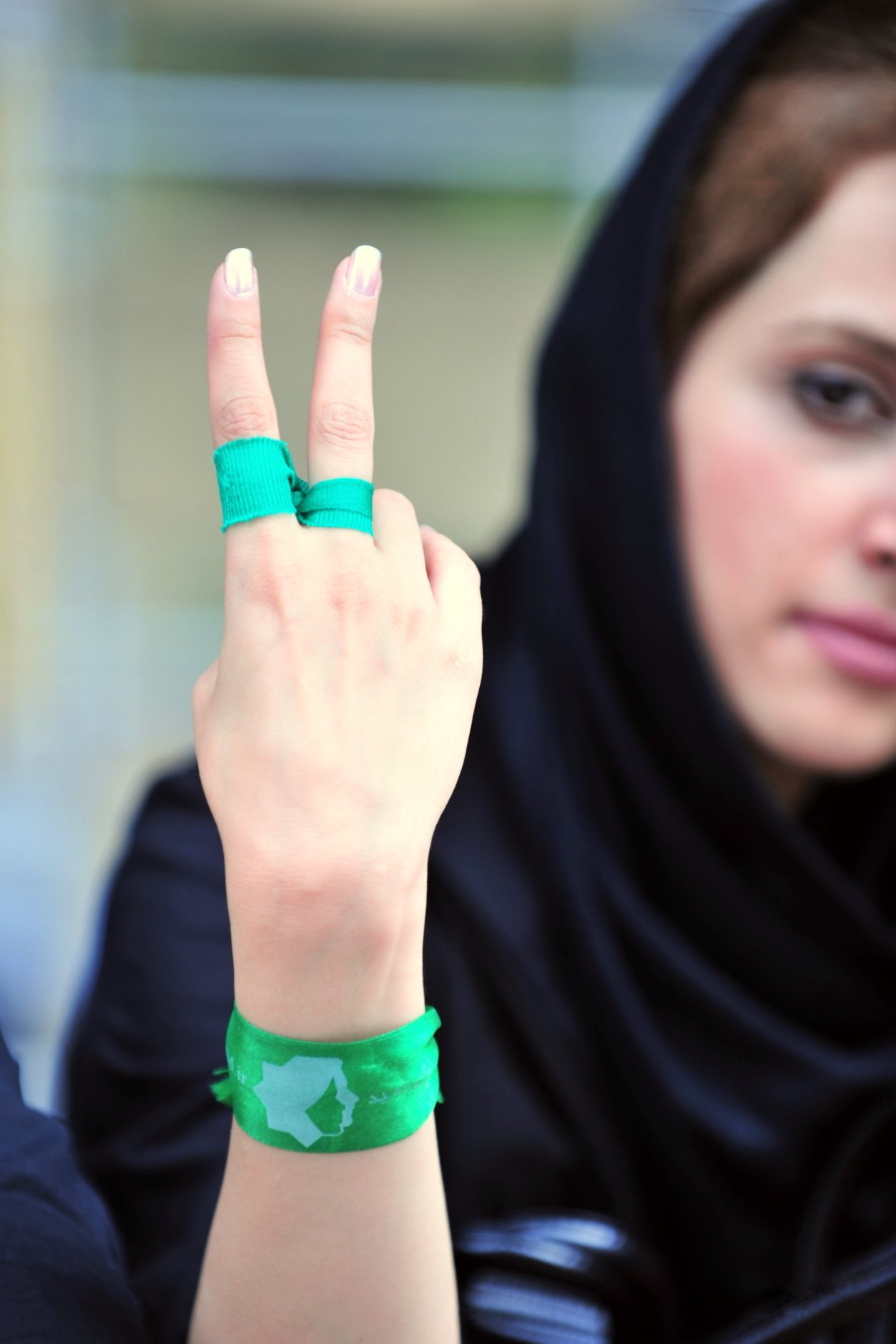
„grünes V“

### Zweite Woche der Großdemonstrationen und Reaktion der Staatsgewalt
Am 20. Juni gingen, ungeachtet des staatlichen Demonstrationsverbots, tausende Anhänger Mussawis auf die Straßen Teherans. Dabei kam es zu schweren Zusammenstößen mit der Polizei und den Milizen. Der staatliche Rundfunk meldete anfangs 13 Tote, später 19 Tote bei den Auseinandersetzungen, die Opposition sprach sogar von mehr als 40 Toten insgesamt im ganzen Land.
Namentlich bekannt sind unter den Getöteten des 20 Juni: Said Abbassi (27 Jahre), Abdolfasi Abdollahi (21 Jahre), Massud Haschemsahdeh, Mohsen Imami, Kasra Scharafi, Kambis Schojai, Aschkan Sohrabi (18 Jahre), Tina Sudi (20 Jahre), Amir Hossein Tofanipur.
Weltweites Aufsehen erregte ein Video über die 27 Jahre alte Neda Agha-Soltan, Studentin der Philosophie, getötet am 20. Juni kurz nach 19 Uhr, vermutlich durch die Kugel eines Scharfschützen der Basidsch-Milizen auf dem Karekar-Boulevard, an der Ecke zwischen Khosravi-Straße und Salehi-Straße. Ali Akbar Hāschemi Rafsandschānis älteste Tochter, die 46-jährige Faiseh, wurde mit vier weiteren Angehörigen des Ex-Präsidenten verhaftet. Sie hatte vor dem Gebäude des staatlichen Fernsehens in einer Rede den unterlegenen Präsidentschaftskandidaten Mir Hussein Mussawi unterstützt.
Am 21. Juni erklärte der Sprecher des Wächterrats Abbas Ali Kadkhodaei im iranischen Fernsehen, es sei nur in 50 Städten zu unkorrekten Stimmabgaben mit über 100 % Wahlbeteiligung gekommen. Unkorrekt seien lediglich 3 Millionen Stimmzettel gewesen. Dies hätte sich auf das endgültige Wahlergebnis nicht ausgewirkt. Die Beschwerdeführer hatten auf Unkorrektheiten in 80 bis 170 Städten hingewiesen.
Trotz des Demonstrationsverbotes gab es am 22. Juni weiterhin zu Protesten, an denen rund 1000 Oppositionelle in Teheran teilnahmen. Berichte, wonach Regierungskräfte mit Tränengas gegen die Demonstranten vorgegangen seien, ließen sich nicht bestätigen. Der Sprecher des Wächterrats, Abbas Ali Kadkhodaei, erklärte im iranischen Fernsehen, dass es keine Aufzeichnungen über größere Unregelmäßigkeiten bei der Wahl gegeben habe. Daher bestehe nach Ansicht des Gremiums keine Möglichkeit, die Wahl zu annullieren. Nach Rudolph Chimelli war nie zu erwarten, dass der Wächterrat Chamene'i desavouieren würde.
Amnesty International forderte am darauffolgenden Tag die iranische Regierung dazu auf, den Einsatz der Basidsch-Miliz bei Demonstrationen umgehend zu stoppen. Berichten zufolge waren Mitglieder der Miliz, deren Brutalität berüchtigt ist, mit unverhältnismäßiger Gewalt gegen Demonstrierende vorgegangen.[…] Sie schlugen und schossen auf demonstrierende Menschen. Der Kommandeur der Basidsch untersteht dem direkten Befehl von Revolutionsführer Ajatollah Seyyed Ali Chamenei.
Die Demonstrationen schienen gewaltsam zerschlagen zu sein. Die Bürger protestierten jedoch weiterhin, nunmehr im Schutz der Dunkelheit auf ihren Hausdächern, wo sie „Allah-u Akbar“ riefen, häufig im Alltagsleben mit dem V-Zeichen (d. h. Sieg) sowie mit spontanen Hupkonzerten.
Einer der Beschwerdeführer gegen die Wahlfälschung, Mohsen Rezai, zog seine Eingabe am 24. Juni in einem Brief an den Wächterrat zurück. „Er sehe sich in der Verantwortung, sich selbst und andere dazu zu ermutigen, die gegenwärtige Situation unter Kontrolle zu bringen.“ Dennoch wurden am 24. Juni von dramatischen Übergriffen auf Demonstranten auf dem Baharestan-Platz berichtet.
Am 26. Juni forderte der Ajatollah Ahmed Chatami, während der Freitagspredigt in Teheran, ein noch härteres Vorgehen gegen etwaige Demonstranten. Er verlangte von der Justiz, „Rädelsführer hart und ohne Gnade zu bestrafen, um allen eine Lektion zu erteilen.“ Während das Regime damals von 450 Festgenommenen sprach, ging Amnesty International von bis zu 2.000 Verhafteten aus. Nach Angaben der Menschenrechtsorganisation jagten die Milizen und Polizeikräfte die Demonstrationsteilnehmer durch die Straßen. Viele Bürger boten den Demonstranten Schutz in ihren Häusern an, wo allerdings auch Verhaftungen stattfanden, sogar in Krankenhäusern wurden demnach verwundete Demonstranten aufgegriffen.

### Dritte Woche der Demonstrationen
Am 27. Juni erklärte der Wächterrat, zehn Prozent der Wahlergebnisse von einem Sonderkomitee prüfen zu lassen. Das Angebot des Wächterrats sei ein Novum in der Geschichte der Islamischen Republik, sagte der Sprecher des Gremiums, Abbas Ali Kadkhodaei. Mir Hossein Mussawi lehnte das Angebot umgehend ab, da die Unregelmäßigkeiten bei weitem zehn Prozent der abgegebenen Stimmen überstiegen und eine Überprüfung nur dieser Stimmen nicht dazu beitragen würde, das Vertrauen des Volkes wiederherzustellen.
Am 28. Juni wurden 9 örtliche Mitarbeiter der britischen Botschaft festgenommen. Ihnen wurde vorgeworfen, in die Proteste der Opposition gegen die umstrittenen Wahlen verwickelt zu sein. Die EU forderte ihre sofortige Freilassung und drohte mit einer „starken und geschlossenen Reaktion“. Die Spannungen zwischen der Führung in Teheran und Großbritannien hatte seit der Freitagspredigt von Ajatollah Chamene'i zugenommen, in der er explizit den britischen Rundfunk beschuldigte, diejenigen zu unterstützen, die den islamischen Staat nicht befürworten.
Am 29. Juni wurden neue Internet-Videos veröffentlicht, die darauf schließen lassen, dass nach einigen Tagen der Ruhe die iranische Opposition wieder auf den Straßen demonstrierte. So wurde auch eine Demonstration vor der Ghoba-Moschee in Teheran gemeldet. Am Abend desselben Tages wurde nach der Neuauszählung einiger Wahlkreise und der daraufhin folgenden Bestätigung des Wahlsiegs von Ahmadineschad durch den Wächterrat von Demonstrationen in der Teheraner Innenstadt, insbesondere auf der Valiasr-Straße, berichtet.
1. Juli: Der Teheraner Polizeichef Ismail Ahmadi Moghaddam bezifferte die Zahl der bislang verhafteten Demonstranten auf 1.032, die der getöteten Demonstranten auf 20. Entlassene berichteten von allein 4.500 Gefangenen, die im Evin-Gefängnis so eng zusammengedrängt waren, dass sie sich nur abwechselnd zum Schlafen auf den Boden legen konnten.
Der Präsidentschaftskandidat Mehdi Karroubi erklärte auf seiner Website: „Die Wahl ist nicht gültig und ich werde diese Regierung nicht als legitim anerkennen.“ Gleichzeitig erklärte er, dass er nicht zu der Zeremonie zur Amtseinführung Ahmadineschads erscheinen werde. Auch Mir Hossein Mussawi stellte zur Entscheidung des Wächterrats fest: „Von jetzt an haben wir eine Regierung, deren Legitimation die Mehrheit der Menschen, ich eingeschlossen, nicht anerkennt.“ Er forderte seine Anhänger auf, die Proteste fortzusetzen, „da es unsere historische Pflicht ist, die legitimen Rechte des Volkes durchzusetzen.“ Die französische Politikwissenschaftlerin Clotilde Reiss wurde bei der Ausreise am Teheraner Flughafen festgenommen. Ihr wurde vorgeworfen, sie habe von regierungskritischen Demonstrationen in Isfahan Handy-Bilder aufgenommen und einem Freund in Teheran gemailt. Der französische Außenminister Bernard Kouchner bezeichnete die Festnahme als „absurd“ und verlangte die unverzügliche Freilassung.
3. Juli: Von den am 28. Juni festgenommenen britischen Botschaftsangehörigen wurden bis auf zwei alle freigelassen. Nach Ajatollah Ahmad Dschannati, dem Vorsitzenden des Wächterrats, solle ihnen der Prozess gemacht werden, da ihnen vorgeworfen wird, an den Unruhen nach der Präsidentenwahl beteiligt gewesen zu sein, sie sollen bereits ein Geständnis abgelegt haben. Die 27 EU-Staaten bestellten die iranischen Botschafter in den jeweiligen EU-Hauptstädten ein, um damit den Protest gegen die fortdauernde Inhaftierung britischer Botschaftsangehöriger deutlich zu machen.

### Vierte Woche, abklingende Demonstrationen
4. Juli: Seit rund einer Woche wurde in Teheran nicht mehr öffentlich demonstriert. In dem Leitartikel der konservativen iranischen Tageszeitung Keyhan bezeichnete der Chefredakteur Hossein Schariatmadari, ein enger Vertrauter des Revolutionsführers Ali Chamenei, Mussawi als amerikanischen Agenten, der „der Strafe zu entgehen versuche, für Mord an unschuldigen Menschen, der Organisation von Unruhen, Zusammenarbeit mit dem Ausland und seine Rolle als fünfte Kolonne Amerikas“. Dafür gebe es eindeutige Beweise. Mussawi und der frühere Präsident Mohammed Chatami müssten vor einem offenen Tribunal zur Verantwortung gezogen werden „für widerliche Verbrechen und Hochverrat.“
7. Juli: Die unterlegenen Präsidentschaftskandidaten Mussawi und Mehdi Karroubi sowie Mohammed Chatami haben die sofortige Freilassung aller Inhaftierten nach den iranischen Präsidentschaftswahlen gefordert, die nicht das geringste Verbrechen begangen haben, ebenso müsse sofort die unnötige Verhaftungswelle beendet werden.
Mussawis Anhänger hatten für die Tage vom 6. bis 8. Juli zu neuen Protesten aufgerufen. Das SMS-System wurde, vermutlich aus diesem Anlass, erneut abgeschaltet. Mahmud Ahmadineschad bezeichnete in einer im staatlichen Fernsehen übertragenen Rede die Präsidentschaftswahl als „freieste Wahl der Welt“.
9. Juli: In Teheran wurde erneut demonstriert, die Polizei setzte Tränengas gegen die Demonstranten ein und feuerte in die Luft. Dabei sollen Demonstranten „Modschtaba, wir hoffen, dass du stirbst, damit du niemals unser Führer wirst“ gerufen haben. Modschtaba Chamenei ist der zweite Sohn des Revolutionsführers und steht im Verdacht, der Grund für die Wahlmanipulationen zu sein. Er leitet bereits das Büro seines Vaters, führt wichtige Teile des Tagesgeschäfts und soll die gefürchteten Schlägertrupps der Basidsch-e Mostaz'afin oder Teile davon kommandieren.

### Fünfte Woche, letzte Großdemonstration
16. Juli: Ein kurz nach der Wahl gegründetes Internationales Juristenkomitee bezifferte die Zahl der nach den Präsidentschaftswahlen getöteten Demonstranten auf über 300, 74 sollen identifiziert worden sein, ebenso sollen Tausende verletzt und über 10.000 Oppositionelle verhaftet worden sein. Mitinitiator des Internationalen Juristenkomitees ist der nicht unumstrittene Nationaler Widerstandsrat Iran. Die Angaben über die Opfer basierten auf Zeugenaussagen, Informationen der Familien sowie Filmaufnahmen, sagte die NWRI-Präsidentin Maryam Rajavi.
17. Juli: Anlässlich des Freitagsgebetes wurde erneut von Massenprotesten hunderttausender Demonstranten in Teheran berichtet. Die bekannte Juristin und Aktivistin für Frauenrechte, Shadi Sadr, wurde auf dem Weg zum Freitagsgebet von Sicherheitskräften verschleppt. Die mit Spannung erwartete Freitagspredigt von Ajatollah Rafsandschāni, der ersten eines der Opposition nahestehenden Klerikers nach den Präsidentschaftswahlen, wurde von Hunderttausenden verfolgt. Rafsandschāni nannte die Empörung im Volk für legitim und forderte die Freilassung der Gefangenen. Die Proteste nach den iranischen Präsidentschaftswahlen bezeichnet er als Staatskrise. Die eine Richtung würde einfach weitermachen wie bisher, als sei nichts geschehen, aber eine „große Gruppe kluger Leute“ würde an dem Wahlergebnis zweifeln. „Wenn Menschen nicht mehr zu sehen sind und ihre Stimmen nicht da sind, dann ist diese Regierung nicht islamisch“, so Rafsandschāni. Schirin Ebadi bezeichnete die erneuten Demonstrationen als „historisches Ereignis, nicht nur für Iran, sondern für die ganze islamische Welt.“ Auch die Parolen Tod China und Tod Russland wären wichtig. „Die Bevölkerung hat durchschaut, wer seit Jahrzehnten auf der Seite des Regimes steht – zwei Länder, die selbst massiv die Menschenrechte verletzen.“

### Sechste und siebte Woche
20 Juli: Der ehemalige Staatspräsident Mohammed Chatami forderte ein Referendum zur Lösung der politischen Krise in Iran. Die Bürger sollten abstimmen, ob sie mit der Wiederwahl von Präsident Mahmud Ahmadinedschad einverstanden seien.
28. Juli: 140 Oppositionelle wurden in Iran freigelassen, nachdem sie bei den Demonstrationen gegen die umstrittene Präsidentschaftswahl verhaftet worden waren. Nach amtlichen Angaben wurden seit dem 12. Juni 2.000 Menschen verhaftet und nun bis auf 150 alle freigelassen. Irans geistlicher Führer Ajatollah Ali Chamenei ordnete nach Misshandlungsvorwürfen die Schließung des Gefängnisses Kahrisak an.
30. Juli: Mit Gewalt gingen Polizisten gegen Tausende Iraner vor. Die Menschen wollten trotz Verbots der Opfer der jüngsten Proteste gedenken.

### Achte und neunte Woche
3. August: Mahmud Ahmadineschad wurde von Chamenei in die zweite Amtszeit eingeführt. Es wurde berichtet, dass zahlreiche Würdenträger, unter anderem die ehemaligen Präsidenten Ajatollah Rafsandschāni und Mohammed Chatami der Zeremonie ferngeblieben seien.
5. August: Während der Vereidigung von Mahmud Ahmadinedschad kam es vor dem Parlament zu Demonstrationen. Mit Slogans wie „Tod dem Diktator“ wurde gegen den neuen und alten iranischen Präsidenten protestiert. Die Polizei hatte vor der Zeremonie die Sicherheitsvorkehrungen verschärft. Hundertschaften von Polizei und regierungstreuen Basidsch-Milizen waren rund um das Parlamentsgebäude in Stellung gebracht worden. Die Polizei setzte nach Augenzeugenangaben Pfefferspray ein, um die Demonstranten auseinanderzutreiben.
11. August: Bei den Unruhen wurden der Opposition zufolge deutlich mehr Menschen getötet als offiziell angegeben. Die Regierung sprach von 26 Toten. Die Namen von 69 Opfern seien dem Parlament für eine Untersuchung übergeben worden, zitierte die Zeitung „Sarmajeh“ einen Verbündeten des unterlegenen Kandidaten Mir Hossein Mussawi. Der Bericht enthält auch die Namen von etwa 220 Inhaftierten. Bereits am Tag zuvor hatte der iranische Justizsprecher die Zahl der Verhafteten deutlich nach oben korrigiert. So seien seit der Präsidentenwahl 4000 Demonstranten festgenommen worden, sagte Alireza Jamshidi, von den 3700 mittlerweile wieder auf freiem Fuß seien. Bislang hieß es stets, die Zahl der Festgenommenen liege um die 1000.
17. August: Freitagsprediger Ajatollah Ahmad Chatami forderte indirekt die Auspeitschung von Mehdi Karroubi. Bezugnehmend auf die Anschuldigungen Karroubis, in iranischen Gefängnissen würden Gefangene vergewaltigt, schrieb er in der Zeitung Kayhan, dem Sprachrohr des Obersten Religionsführers Ali Chamenei: „Nach der religiösen Lehre gilt, wenn jemand einen anderen eines Sexualverbrechens beschuldigt und dies nicht beweisen kann, dann soll er 80 Hiebe erhalten.“

### 14. Woche
18. September: Anlässlich des 30. al-Quds-Tages gingen erneut zehntausende Demonstranten in verschiedenen Städten Irans gegen die Regierung auf die Straße. Es handelte sich hierbei neben den Großstädten Teheran, Isfahan und Schiras auch um Städte wie Täbris, Kermānschāh, Ahvaz, Maschhad und auch Rascht. Nach Handyaufnahmen, die im Internet veröffentlicht wurden, wurden u. a. „Tod Dir (Ahmadinedschad)“ und „Tod dem Diktator“ sowie „Nicht Gaza, nicht Libanon, mein Leben opfere ich Iran“, „Nieder mit Russland“ und „Nieder mit China“ gerufen. Es wurde berichtet, dass auch der ehemalige Staatspräsident Mohammad Chātami an einer dieser Demonstrationen teilgenommen habe und hier tätlich angegriffen worden sei. Erneut soll es auch zu zahlreichen Festnahmen gekommen sein.

## Weitere Protestaktionen seit September 2009

### Demonstrationen Ende September bis Mitte Dezember 2009
In den Monaten nach der umstrittenen Präsidentschaftswahl gab es immer wieder Proteste gegen das Regime. Anlässlich des Beginns der Vorlesungen an den Hochschulen am 28. September 2009 kam es erneut zu Demonstrationen seitens der Studierenden in Teheran, an denen etwa 2.000 Personen teilnahmen. Filme auf der Internetplattform youtube zeigten Demonstranten, die gemeinsam: „Tod dir!“ und „Nieder mit dem Diktator!“ rufen, während sie in Richtung der Universitätsgebäude gehen.
Am 4. November 2009, dem 30. Jahrestag der Besetzung der US-Botschaft und Geiselnahme von Teheran, gab es in Teheran erneut blutige Zusammenstöße zwischen Regierungskräften, Milizen und mehreren tausend Protestierenden. Hierbei kamen Tränengas und Schlagstöcke zum Einsatz. Augenzeugen berichteten von zahlreichen Festnahmen. Auch soll in die Luft gefeuert worden sein. Bereits in den frühen Morgenstunden wurden u. a. Basidsch und Revolutionswächter sowie zivile Regierungsagenten an allen wichtigen Plätzen der Stadt postiert.
Sowohl Basidsch als auch Pasdaran hatten im Vorfeld eindringlich vor einer solchen Kundgebung gewarnt und den Teilnehmern mit Konsequenzen gedroht. Während die staatlichen Stellen die Erstürmung der US-Botschaft vor 30 Jahren feierten, bezeichnete Ajatollah Montazeri die Erstürmung der amerikanischen Botschaft als einen „Fehler“.
Anlässlich des „Tages des Studenten“ wurden am 7. Dezember 2009 Proteste aus sämtlichen Großstädten, auch bisher eher unauffälligen wie Arak, gemeldet. Sämtliche Universitäten Teherans hatten sich den Demonstrationen angeschlossen. Dies, obwohl die Behörden bereits in der Woche zuvor angekündigt hatten, gegen „illegale“ Versammlungen hart vorzugehen, und einige Todesurteile gegen Demonstranten ergangen waren. Eine freie Berichterstattung über die Protestbewegung wurde verboten.
Zwei Tage später zeigte das staatlich kontrollierte Fernsehen mutmaßliche Demonstranten, die ein Bild des verstorbenen Revolutionsstifters Khomeini verbrannten. Ob der Tabubruch von Oppositionellen oder getarnten Agenten begangen worden war, d. h. ob es sich um gestellte Szenen handelte, ist nicht bekannt. Oppositionelle Studenten vermuteten Letzteres und distanzierten sich bereits unmittelbar nach der Meldung von der Tat. Am darauffolgenden Sonntag hielten Protestierende in Teheran Bilder von Khomeini hoch und riefen: „Nieder mit dem Diktator“.
Seit sich ab Mitte Dezember die Demonstrationen ausgeweitet hatten, trugen vor allem einige junge Männer während der Protestaktionen Kopftuch, um gegen die Kopftuchpflicht für Frauen zu protestieren und die Gleichberechtigung der Geschlechter einzufordern.
Nach dem Tod des beliebten liberalen Ajatollahs Hossein Ali Montazeri gingen wiederum große Menschenmengen auf die Straße. An den Begräbnisfeierlichkeiten in Qom am 21. Dezember 2009 nahmen mindestens 500.000 Menschen teil und wandten sich u. a. mit deutlichen Parolen gegen Chamenei, obwohl ein solches Verhalten als Beleidigung des Führers (rahbar) nach dem iranischen Strafgesetzbuch mit der Todesstrafe sanktioniert wird.

### Aschuraproteste Ende 2009
Am 26. Dezember 2009, am Vorabend des Aschura-Festes, kam es vom frühen Morgen bis in die Nacht erneut zu Demonstrationen in allen größeren Städten Irans. In Irans Hauptstadt Teheran spielten sich brutale Szenen ab. Den ganzen Tag über lieferten sich regierungskritische Demonstranten und Polizisten erbitterte Kämpfe, bei denen die regierungstreuen Einsatzkommandos in großem Umfang Schlagstöcke und Tränengas anwandten. Polizisten hatten im Zentrum Teherans Schüsse in die Luft abgegeben, um die Demonstranten auseinanderzutreiben, was ihnen allerdings nicht gelang. Die Demonstranten riefen unter anderem „Tod dem Diktator“ und „Habt keine Angst, wir halten alle zusammen“.
Der ehemalige Präsident Chatemi musste seine Ansprache in einer Moschee im Norden Teherans aus Sicherheitsgründen nach wenigen Minuten abbrechen. Erstmals waren auch Rufe nach einem Ende des Velayat-e faqih (d. h. des politischen Systems) zu hören.
Tags darauf eskalierte die Situation weiter. Es waren vier bis acht Todesopfer und hunderte Festnahmen zu beklagen. Demonstrationen und erstmals teilweise gewalttätige Auseinandersetzungen mit den regierungstreuen Kräften wurden aus 21 Städten Irans gemeldet. Die iranische Polizei gab bekannt, dass auch der Neffe des Präsidentschaftskandidaten Hossein Mussawis zu den Toten gehöre. Im staatlichen Fernsehen wurde von fünf Toten und mehreren hundert Festnahmen gesprochen.
Am 28. Dezember 2009 weiteten die Demonstranten ihre Aktionen auf die gesamte Islamische Republik Iran aus, und nach Medienberichten geriet die Regierung erstmals in die Defensive. Die Regierung Ahmadineschad reagierte mit noch härteren Gegenmaßnahmen. Am 29. Dezember gingen die Machthaber noch mehr in die Offensive. Es gab Manifestationen zur Unterstützung der Regierung. Parlamentarier und hochrangige Regierungsvertreter kündigten die schnelle Einführung der Todesstrafe für die Aufständischen an. Gleichfalls drohte Ajatollah Abbas Waes Tabasi den Anführern der Opposition als „Feinde Gottes“ mit der Todesstrafe. Ahmadinedschad ließ verlauten, die Demonstrationen seien „ein von den USA und den Zionisten inszeniertes Schauspiel, das wir zum Kotzen finden“. Wie die Neue Zürcher Zeitung berichtete, drohte der iranische Außenminister Mottaki Großbritannien explizit mit einem „Schlag ins Gesicht“, wenn das „Gelaber“ (gemeint sind die offiziellen Proteste gegen die gewaltsame Niederschlagung der Opposition) nicht aufhöre. Der militärische Führer der Revolutionsgarden, General Ali Reza Dschabari kündigte weitere gewaltsame Aktionen zur Unterdrückung der Oppositionsbewegung an.
Nach offiziellen Angaben gab es bisher acht Tote. Die Regierung ließ Militär mit Panzern auffahren, um den Aufruhr einzudämmen. Da sich die Demonstrationen zur Koordination ihrer Aktionen häufig des Internetforums Twitter bedienten, entwickelten die Behörden Gegenmaßnahmen, um Aktivisten orten und verhaften zu können.
Das iranische Fernsehen zeigte beispielsweise wie so oft öffentliche Hinrichtungen. Der Geistliche Abbas Waes Tabasi, Vertreter des obersten Führers Ajatollah Ali Chamenei, bezeichnete laut staatlichem iranischen Fernsehen diejenigen, die hinter den derzeitigen Protestaktionen steckten, als „Feinde Gottes“ (mohareb ba choda), die nach den Gesetzen der Scharia hingerichtet werden müssten. Der Vizepräsident des iranischen Parlaments Mohammed Reza Bahonar kündigte an, dass die Abgeordneten „binnen 24 Stunden“ die rechtlichen Möglichkeiten für die Todesstrafe gegen Teilnehmer an Demonstrationen schaffen würden.
Das Regime reagierte am Tag nach dem Aschura-Fest mit einer bislang beispiellosen Verhaftungswelle. Mehr als 300 Personen aus dem politischen Umfeld von Mir Hossein Mussawi und Mehdi Karroubi, den Anführern der Oppositionsbewegung, wurden festgenommen. Bei Razzien wurden bekannte Regime-Gegner verhaftet, so der Journalist und Menschenrechtler Emadeddin Baghi und der Generalsekretär der verbotenen liberalen Iranischen Freiheitsbewegung, die bisher nicht verfolgt worden war, Ibrahim Jasdi. Unter den Inhaftierten befand sich bis zu ihrer Freilassung Mitte Januar 2010 die Professorin für Medizin Noushin Ebadi, Schwester der Friedensnobelpreisträgerin Schirin Ebadi, die sich derzeit in London aufhalten musste.
Weiterhin wurde bekannt, dass die Leiche des Neffen von Mir Hossein Mussawi verschwunden sei. Auch konservative Kreise schlossen sich aufgrund der Nichtachtung der Waffenruhe an hohen iranischen Feiertagen den Protesten an. Dies traf auch auf etwas liberalere Personen innerhalb des Regierungslagers zu.
Präsident Ahmadinedschad warf westlichen Regierungen, insbesondere der britischen und US-amerikanischen, vor, sich in die inneren Angelegenheiten Irans einzumischen. Gegen das gewaltsame Vorgehen der Polizeikräfte und der verschiedenen Milizen gab es internationalen Protest, darunter von Präsident Obama und Bundeskanzlerin Merkel.
Mussawi gab am 1. Januar 2010 eine Erklärung über Internet heraus, in der es hieß, er lasse sich nicht durch Drohungen, Verhaftungen und Gewalttaten einschüchtern und sei notfalls bereit, für das Recht auf freie Demonstrationen zu sterben. Er verlangte die Beendigung der Repression und die Freilassung aller politischen Gefangenen.
Am 5. Januar wurde bekannt, dass der Kontakt zu westlichen Medien wie BBC zukünftig strikt unterbunden werden solle.
Verhaftungen von Angehörigen der Gemeinschaft „Mütter in Trauer“ wurden aus Oppositionskreisen am 10. Januar gemeldet.
Ziel vieler Demonstranten war inzwischen nicht mehr eine Reform des bestehenden Systems, sondern ein Regimewechsel. In Sprechchören, die am Tag des Aschura-Festes am 27. Dezember 2009 in den Straßen zu hören waren, riefen sie: „Wir werden kämpfen, wir werden sterben, wir werden unser Land zurückerobern.“

## Vorgehen der Sicherheitskräfte

### Bei Demonstrationen
Amnesty International beklagte das harte Vorgehen der Sicherheitskräfte gegen gewaltlose Demonstranten. Berichten zufolge sind bis zum 17. Juni etwa 15 Demonstranten getötet worden, mehrere Hundert wurden verletzt. Außerdem sollen etwa 100 mit Schutzhelmen und Schilden ausgestattete Bereitschaftspolizisten auf dem Gelände der Teheraner Universität etwa 300 bis 400 Studenten verfolgt haben. In Täbris wurden in der Nacht zum 16. Juni 17 politische Aktivisten verhaftet und an unbekannte Orte gebracht. In den Städten Maschhad und Zahedan wurden Studenten das Ziel der Sicherheitskräfte, in Schiraz setzten Sicherheitskräfte bei der Stürmung einer Universitätsbibliothek Tränengas ein. Parlamentspräsident Ali Laridschani beauftragte eine Untersuchungskommission zu den Übergriffen der letzten Tage auf Universitäten und Studentenheime. Laridschani kritisierte die nächtlichen Angriffe, bezeichnete sie als „unbedachte und unangemessene Vorgehensweise“ und machte dafür den Innenminister verantwortlich.

### Gegen Gefangene
Human Rights Watch berichtete am 8. Juli 2009 von „langwierigen, harschen Verhörmethoden, Schlägen, Schlafentzug und Folterdrohungen“ der iranischen Behörden, um den Inhaftierten falsche Geständnisse abzuringen. Diese Schuldbekenntnisse sollten offenbar die haltlosen Behauptungen hochrangiger Regierungsbeamter stützen, wonach die Proteste nach den Wahlen in Iran von ausländischen Regierungen unterstützt worden seien und darauf abzielten, die Regierung zu stürzen. Ein Bericht vom 21. Juli beschrieb Zwangsmaßnahmen gegenüber Inhaftierten, „führende Reformer mit illegalen Handlungen in Verbindung zu bringen.“ Sicherheitskräfte haben auch den Druck auf die Familien der Inhaftierten erhöht, damit sie über deren Festnahme schweigen.
Am 27. Juli äußerte Mussawi, dass die Misshandlungen der Inhaftierten schlimmer seien als unter dem Schah.
In einem Brief an den iranischen Geheimdienstminister vom 29. Juli 2009 erhob Mehdi Karroubi schwerste Vorwürfe gegen die Machthaber in Teheran: „Die Regierung übe auf das Volk systematische Repression aus. Die Tötungen von regimekritischen Personen seien schlimmer als die geheimen Auftragsmorde Israels […] zudem würden in dem Teheraner Gefängnis Evin die Insassen regelmäßiger Folter unterzogen.“
Zu der Schließung des Teheraner Gefängnisses Kahrisak durch den obersten Revolutionsführer Chamene'i am 28. Juli 2009 warf der frühere iranische Präsident Mohammed Chatami am 30. Juli 2009 den Justizbehörden vor, die Schließung sei nicht wegen mangelnder Hygiene angeordnet worden, es seien Menschenleben verloren gegangen. So soll insbesondere für die Schließung des Gefängnisses u. a. der Foltertod des 25-jährigen Mohsen Ruholamini ursächlich gewesen sein. Ein Entlassener berichtete von sechs Mitgefangenen, die dabei ums Leben gekommen seien.
Am 9. August erhob Mehdi Karroubi auf seiner Internetseite schwere Vorwürfe gegen die Behörden. So sollen zahlreiche Regierungskritiker im Gefängnis schwer misshandelt und vergewaltigt worden sein. Er berief sich dabei auf Aussagen ranghoher Behördenvertreter. Von den Übergriffen seien Frauen und Männer betroffen. Der iranische Polizeichef Ismail Ahmadi-Mokaddam hatte zugegeben, dass Gefangene in den Haftanstalten misshandelt worden seien. Der Direktor von Kahrisak sei festgenommen und entlassen worden, ebenso wie zwei der Wärter. Namentlich bekannt unter den Todesopfern im Gefängnis sind: Hossein Akbari (16 Jahre), Ramin Ghahremani, Pudscha Maghsudbedschgi, Taraneh Mussawi (28 Jahre), Hassan Schapuri.

### Prozess gegen Demonstranten
Am 1. August begann der Prozess unter der Leitung von Richter Abul Qasim Salavati gegen die ersten Demonstranten. Über 100 Oppositionelle standen vor Gericht, darunter Mohammed Ali Abtahi, ehemaliger Erster Vizepräsident Irans. Das Strafmaß einer Verurteilung richtete sich nach dem iranischen Strafgesetzbuch, welches bei „Propaganda gegen die Islamische Republik Iran“ drei Monate bis ein Jahr Freiheitsstrafe vorsieht. Für „Unruhestifter und Krawallmacher“ liegt das Strafmaß bei 2 bis 10 Jahren Haft, beim Anklagepunkt „Komplott mit Absicht des Regimewechsels, Bewaffnung und Bildung militanter Gruppen“ ist die Todesstrafe vorgesehen.
Nach Angaben der amtlichen Nachrichtenagentur IRNA und der halbamtlichen Nachrichtenagentur FARS wiesen mehrere Angeklagte, darunter der sichtlich erschöpfte frühere stellvertretende Präsident Mohammed Ali Abtahi, die erhobenen Wahlbetrugsvorwürfe gegen Ahmadinedschad zurück. Abtai sagte laut Fars vor dem Revolutionsgericht, es sei eine „Lüge“, wenn im Zusammenhang mit der Präsidentschaftswahl vom 12. Juni von Betrug gesprochen werde. Auf diese Weise sollten Unruhen in Iran ausgelöst werden, „damit Iran wie Afghanistan oder Irak“ werde. Die amtlichen Nachrichtenagentur IRNA beschrieb dagegen, dass dies auf einer gemeinsamen Pressekonferenz mit dem früheren Publizist und Reformpolitiker Mohammad Atrianfar geäußert wurde, auf der Atrianfar seinerseits erklärte, dass die Unruhen in Iran „aufgrund der Intelligenz des Obersten Führers, der Geheimdienste und der Sicherheitsdienste unter Kontrolle gebracht worden“ sind. Die wichtigste Oppositionspartei wies die Anklagepunkte zurück. „Die Anklage ist politisch motiviert und illegal“, erklärte die von dem ehemaligen Präsidenten Mohammed Chatami ins Leben gerufene Reformpartei „Beteiligungsfront“. Das Verfahren sei „eine lächerliche Show, die selbst von einem gekochten Huhn ausgelacht werden würde.“ Oppositionsführer Mir Hossein Mussawi warf der Regierung vor, die Geständnisse seien unter „Folter“ erzwungen worden.
Die Europäische Union zeigte sich „tief besorgt“ über den Prozess, die schwedische Ratspräsidentschaft verurteilte das Verfahren in einer Erklärung, Großbritanniens sprach von einer „Provokation“. Unter der Angeklagten befand sich französische Lektorin Clotilde Reiss – ihr wurde Spionage zur Last gelegt – und der Iraner Hussein Rassam, der für die britische Botschaft in Teheran arbeitete und am 28. Juni festgenommen worden war.
Amnesty International forderte am 6. August die Freilassung aller Gefangenen, die friedlich gegen den umstrittenen Ausgang der Präsidentschaftswahl am 12. Juni demonstriert hatten. Amnesty International bezeichnete es als „völlig inakzeptabel, dass mehr als Hundert Kritiker und Demonstranten vor Gericht stehen, hinter geschlossenen Türen gehalten werden und denen der Kontakt zu ihren Anwälten und ihren Familien verboten wird. Dazu kommen die Anschuldigungen, dass die Gefangenen gefoltert oder in einer anderen Weise misshandelt worden seien, damit sie gestehen die Unruhen angefacht zu haben.“ Nach Artikel 35 der iranischen Verfassung hat der Angeklagte ein Recht auf einen Anwalt.
Am 4. Verhandlungstag des Prozesses gegen prominente Oppositionelle forderte der Ankläger „die maximal mögliche Strafe“ für die vor Gericht stehenden Mitglieder der Reformbewegung. Damit droht bei einer Verurteilung die Todesstrafe. Der Opposition und den Familien der Gefangenen zufolge wurden alle Geständnisse durch Folter und Isolationshaft erpresst.
Am 26. August 2009 dementierte Ali Chamenei, dass das Ausland die Proteste unterstützt habe: „Ich werfe den Verantwortlichen der jüngsten Vorfälle nicht vor, Unterwürfige von Staaten wie den USA oder Großbritannien zu sein“, für anders lautende Behauptungen seien ihm bisher noch keinerlei Beweise vorgelegt worden. Dabei erklärte er, die „Arbeit der Bassidsch-Milizen“ bei den Protesten zu schätzen, das bedeute aber nicht, dass „bestimmte Verbrechen“ nicht untersucht würden. Damit ließ Ajatollah Ali Chamenei „alle zentralen Punkte der gut 30-seitigen Anklageschrift zu Makulatur erklären und schob gleichzeitig Todesurteilen einen Riegel vor.“
Am 10. Oktober 2009 wurden die ersten drei Angeklagten zum Tode verurteilt. Zwei wurden wegen der Mitgliedschaft in einer monarchistischen Vereinigung schuldig gesprochen und einer der Angeklagten wurde wegen Verbindungen zu einer terroristischen Vereinigung verurteilt. Kian Taschbaksch, ein 47-jähriger Soziologe und Stadtplaner, der neben der iranischen auch die Staatsbürgerschaft der USA besitzt, wurde zu 12 Jahren Haft wegen Gefährdung der nationalen Sicherheit verurteilt.
Am 17. November 2009 wurden fünf weitere Oppositionelle zum Tode verurteilt. Bei den fünf Personen handele es sich um Mitglieder „terroristischer bewaffneter Oppositionsgruppen“, meldete das Staatsfernsehen unter Berufung auf das Justizministerium. 81 Angeklagte wurden zu Haftstrafen zwischen sechs Monaten und 15 Jahren verurteilt.

## Einschränkung der Pressefreiheit
Nach Angaben des saudischen TV-Senders Al-Arabiya schlossen am Abend des 14. Juni iranische Sicherheitskräfte das Büro des Senders in Teheran ohne Angabe von Gründen.
Reporter ohne Grenzen berichtete am 16. Juni von elf verhafteten iranischen Journalisten, der Aufenthaltsort weiterer zehn Journalisten sei unbekannt. „Zugleich wurden ausländische Journalistinnen und Journalisten daran gehindert, die Demonstrationen festzuhalten. Den Mitarbeitern von ARD und ZDF ist es seit dem 13. Juni verboten, ihr Hotel zu verlassen. Zwei Journalisten des niederländischen Fernsehsenders Nederland 2 wurden festgenommen und verhört […]. Die Reporterin des spanischen Fernsehsenders TVE, Yolanda Álvarez, wurde am 15. Juni zusammen mit ihrem Team ausgewiesen.“
Die Zahl der festgenommenen iranischen Journalisten hatte sich bis zum 19. Juni auf 17 erhöht.
Am 16. Juni ordnete das Ministerium für Kultur und islamische Führung an, dass ausländische Nachrichtenmedien keine Demonstrationen besuchen und über sie berichten dürfen, „die ohne Genehmigung des Innenministeriums organisiert wurden“. Viele ausländische Journalisten konnten daraufhin nur noch von ihren Büros oder Hotels aus arbeiten. Zahlreiche Reporter und TV-Teams mussten mittlerweile das Land verlassen, darunter deutsche, spanische, belgische und niederländische Journalisten.
Am 22. Juni sind mindestens 25 Mitarbeiter der Zeitung Kalameh Sabz in deren Büro am Haft Tir-Platz in Teheran festgenommen worden. Die Zeitung wurde 2009 von Mir Hossein Mussawi gegründet. Amnesty International fordert die Regierung auf, die Journalisten sofort freizulassen.
Am 23. Juni berichtete Reporter ohne Grenzen von mittlerweile 36 festgenommenen Medienmitarbeitern und Bloggern. „Die Behörden versuchen mit allen Mitteln, Vertreter der ausländischen Presse aus dem Land zu drängen, da sie störende Zeugen einer blutigen Repression sind“. Es zeige sich „klar die Absicht des Regimes, ausländische und iranische Journalisten einzuschüchtern. Nachdem die Behörden ausländische Medien dämonisiert haben, stellen sie nun iranische Journalisten als Spione dar, die vom Ausland bezahlt werden.“
Ende Juni wurde in verschiedenen Medien das plötzliche Verschwinden des Twitterers „persiankiwi“ ab dem 24. Juni thematisiert, eine der bis dahin als zuverlässig anerkannten Quellen innerhalb Irans. Die TAZ meldete am 30. Juni unter Hinweis auf andere zuverlässige Twitterer: „Persiankiwi wohl in Sicherheit“.
Reporter ohne Grenzen berichtete am 25. Juni von einer neuen Kampagne gegen ausländische Medien. Seit einer Woche wurde im staatlichen Fernsehen immer wieder ein Zug von Demonstranten gezeigt, die öffentlich gestanden, an den Protesten der vergangenen Tage auf Geheiß von ausländischen Medien teilgenommen zu haben. Die Demonstranten skandieren die Sätze:
„Bismillah, al-rahman al-rahim“ (Im Namen des barmherzigen und gnädigen Gottes). „Ich gestehe, dass ich unter dem Einfluss der BBC, des Radios Voice of America und anderer ausländischer Medien demonstriert habe“.
Die Geständnisse würden zu jeder Stunde, Tag und Nacht, ausgestrahlt, so Reporter ohne Grenzen. Sie sollten den Iranern zeigen, in welchem Maße die Teilnehmer an den Protesten gegen das Wahlergebnis angeblich unter dem Einfluss von Agenten aus dem Westen stünden. Gleichzeitig sollten damit offenbar die Vorwürfe des geistlichen Führers Ajatollah Ali Chamenei gegen die ausländischen Medien bestätigt werden.

## Internationale Reaktionen im Jahr 2009

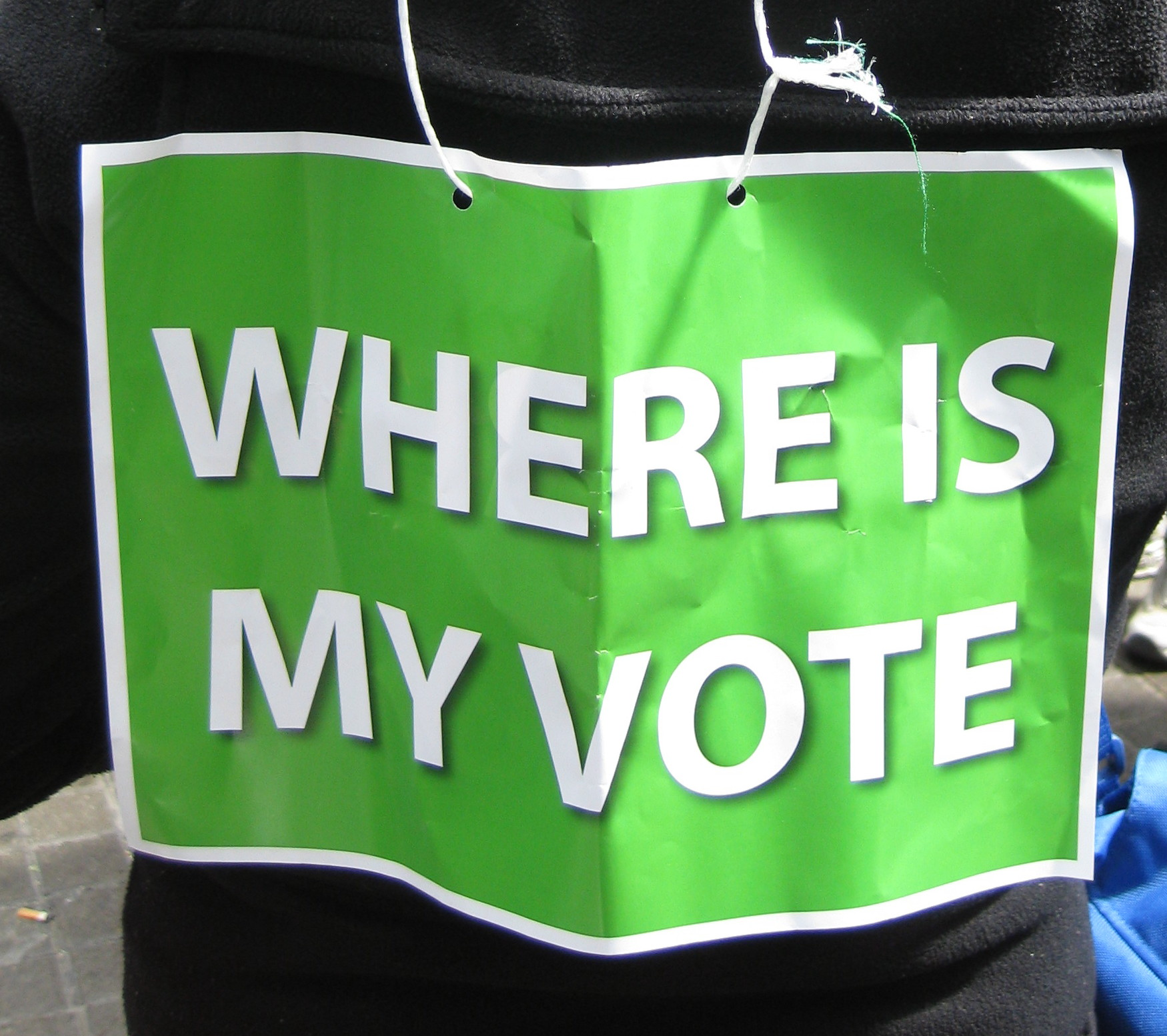
Demonstration in Deutschland

Am 15. Juni 2009 bestellte der damalige deutsche Außenminister Frank-Walter Steinmeier den iranischen Botschafter in Berlin in das Auswärtige Amt ein. Er nannte die Gewalt gegen die Demonstranten „inakzeptabel“ und kritisierte, dass die ausländischen Journalisten in ihrer Arbeit behindert würden. Von den Verantwortlichen in Teheran verlangte er, dass sie den Vorwürfen des Wahlbetrugs „genauestens nachgehen“. Der Außenminister Manutschehr Mottaki führte die harsche Reaktion von deutschen Staatsleuten auf Einschüchterung durch die Israelis zurück. Die Kommentare des britischen Außenministers David Miliband wies er als unangemessen und unlogisch zurück.
Am 17. Juni bestellte Iran den deutschen Botschafter sowie weitere ausländische Diplomaten ein. Teheran wollte so gegen die angeblich „feindseligen“ Reaktionen der jeweiligen Regierungen nach der Präsidentenwahl protestieren. Die westlichen Regierungen wurden aufgefordert, den Ausgang der Wahl zu respektieren.
Am 20. Juni protestierten mehrere tausend Menschen in Hamburg, Frankfurt am Main und Stuttgart sowie in weiteren deutschen Städten gegen die umstrittene Wiederwahl von Präsident Mahmud Ahmadinedschad in Iran. In Paris gingen ebenfalls zehntausende Menschen auf die Straßen, in Brüssel versammelten sich rund 800 Menschen vor der iranischen Botschaft.
Am 21. Juni sprach der iranische Außenminister Manutschehr Mottaki während eines Treffens mit Diplomaten indirekt über die iranischen Präsidentschaftswahlen: „Wir haben Hunderttausende von Märtyrern und Verletzte gehabt, dieses Volk kann seine revolutionären Erfolge nicht einfach aufgeben.“ Gleichzeitig stellte er fest, dass Frankreich eine große Nation sei, „die derzeit von Zwergen regiert werde“. Mottaki erklärte weiter, die Politik Deutschlands, Großbritanniens und der USA in der Region sei falsch. Die britische Regierung habe überdies seit Jahren immer wieder versucht, Wahlen in Iran zu beeinflussen.
Die Bundeskanzlerin Angela Merkel erklärte am 21. Juni zur aktuellen Lage in Iran:
„Deutschland steht auf Seiten der Menschen im Iran, die ihr Recht auf freie Meinungsäußerung und Versammlungsfreiheit ausüben wollen. Ich fordere die iranische Führung nachdrücklich auf, friedliche Demonstrationen zuzulassen, keine Gewalt gegen Demonstranten anzuwenden, inhaftierte Oppositionelle freizulassen, freie Berichterstattung der Medien zuzulassen und eine Neuauszählung der abgegebenen Stimmen bei der Präsidentschaftswahl durchzuführen. Auch für den Iran gilt: die allgemeinen Menschen- und Bürgerrechte müssen voll respektiert werden!“
Am 23. Juni wies Großbritannien zwei iranische Diplomaten aus. Das sei eine Reaktion auf die Ausweisung von zwei britischen Diplomaten am 22. Juni aus Teheran, sagte der britische Premier Gordon Brown in London. Der iranische Außenminister Manutschehr Mottaki drohte Großbritannien, die diplomatischen Beziehungen teilweise einzufrieren. Der iranische Geheimdienstminister Gholamhossein Mohseni-Eschei wurde mit dem Vorwurf zitiert, Personen mit britischem Pass seien an den Protesten beteiligt gewesen. Der iranische Innenminister Sadeq Mahsuli warf den Demonstranten vor, Unterstützung von den USA, insbesondere dem Geheimdienst CIA sowie von den Volksmudschahedin, zu beziehen.
25. Juli: Aus Protest gegen die Gewalt in Iran gingen in mehr als 80 Städten weltweit Tausende auf die Straßen. Zu dem weltweiten Aktionstag für Menschenrechte und Medienfreiheit in Iran hatten Amnesty International, Reporter ohne Grenzen und P.E.N. aufgerufen.
Zur Vereidigung von Mahmud Ahmadineschad, am 5. August 2009, wurden EU-Länder wie Deutschland von rangniedrigeren Diplomaten vertreten. Schweden wurde international kritisiert, da es seinen Botschafter Magnus Wernstedt zu der Zeremonie entsandte.

Am 8. September 2009 wandte sich Cyrus Reza Pahlavi, der Sohn des letzten Schahs Mohammad Reza Pahlavi, mit einem Offenen Brief an die religiösen Autoritäten des Regimes, in dem er die Geistlichkeit mit Bezug auf die Niederschlagung der Protestbewegung und der Verhaftung der Demonstranten fragte, 

„...mit welchem Recht und mit welcher religiösen Begründung behandeln Sie Iraner wie Sklaven oder wertlose Kreaturen, deren Kinder man offensichtlich missbrauchen, deren Frauen man in die entlegensten Winkel der Erde verkaufen und deren Männer man unterdrücken könne, und mit welchem Recht und mit welcher religiösen Begründung betrachten Sie die Vergewaltigung der Söhne und Töchter Irans als legal?“

 In seinem Offenen Brief verglich er das gegenwärtige Regime mit den Mongolen, die im 13. Jahrhundert in Iran eingefallen waren und über die der persische Historiker Ata Malek Joveyni sagte: „Sie kamen, entwurzelten, brandschatzten, töteten, raubten und gingen wieder.“ Er rief seine Landsleute zum Zusammenhalt auf und verurteilte die gegenwärtig in Iran herrschende Barbarei, Tyrannei und Kultur der Folter. In seinem Aufruf an seine Landsleute ging er sogar so weit, die Rückkehr Chomeinis als Zweites Qadisiyyah zu bezeichnen, der im Westen als Schlacht von Kadesia bekannt gewordenen militärischen Auseinandersetzung zwischen den Muslimen und den Persern, bei der die Perser eine entscheidende Niederlage gegen die Araber erlitten hatten. Cyrus Reza Pahlavi sieht sein Land von der Finsternis regiert und von Fremden dominiert.

## Dokumentarfilm
- Dokumentarfilm: The Green Wave